# Железнодорожная линия Сталинград — Владимировка
Железнодорожная линия Сталинград — Владимировка — Верхний Баскунчак была построена в сентябре — декабре 1941 года (первая очередь) и в январе — июне 1942 года (вторая очередь) по левому берегу Волги с паромной ледокольной переправой через Волгу, чуть выше посёлка Спартановка, и обеспечила эвакуацию предприятий, материальных ценностей и населения из города в период наступления немецких войск и снабжение фронтов в комплексе с последовавшим в 1942 году строительством Волжской рокады.

## Строительство
12 сентября 1941 г. ЦК ВКП(б) и СНК СССР приняли решение о начале строительства железной дороги Сталинград (ныне Волгоград) — Владимировка (ныне часть Ахтубинска).
Начальником строительства назначен Михаил Леонтьевич Бондаренко. Под его руководство было передано несколько специальных формирований НКПС, в том числе Военно-эксплуатационное отделение № 12 (ВЭО-12), 17 тысяч гражданского населения («трудфронтовцы») Сталинграда, Средней Ахтубы, Ленинска, Владимировки, Заплавного, которые влились в новосозданное «Строительство НКПС № 10» под командованием М. Л. Бондаренко.
Организации работ и необходимости выделения техники и дополнительной рабочей силы было посвящено специальное заседание Сталинградского обкома партии с участием секретарей райкомов и председателей райисполкомов. Оно проходило 1 ноября 1941 года, на котором с докладом выпустил начальник строительства НКПС № 10.
Важнейшее значение строительства для обороны Сталинграда подчёркивалось прямым подчинением начальника строительства № 10 командующему Резервным фронтом (сентябрь — октябрь 1941 года), главкому войск Северо-Кавказского направления (апрель — май 1942 года), командующему Северо-Кавказским фронтом (май — август 1942 года) маршалу Семёну Михайловичу Будённому. По приказу С. М. Будённого была организована встречная укладка пути. Из Сталинграда на левобережье паромами и баржами стали доставлять рельсы и шпалы, развозить по линии и укладывать в путь. Маршал выделил из резерва обороны под командование М. Л. Бондаренко в «строительство НКПС № 10» мощные армейские тягачи, два автомобильных батальона и зенитный полк для защиты строительства от бомбардировок немецких войск. Общая численность личного состава «строительства НКПС № 10» достигала 24 560 человек.
Несмотря на постоянные налёты немецкой авиации и обстрелы вражеской артиллерии, дорога была построена всего за 72 дня и вошла в строй 27 декабря 1941 года. Был выполнен огромный объём работы: перемещено 1190 тысяч кубометров земли, уложено 190 км главных и станционных путей, построено 57 временных мостов и водопропускных труб.
Параллельно было развернуто строительство глубоководных (9 метров) причалов для паромной переправы: в плетневые клетки было заложено 30 тысяч кубометров камня. Для перемещения вагонов на паромы бойцами сформированной в Сталинграде 47-й железнодорожной бригады была построена деревянная эстакада к месту швартовки. Деревянный мост-эстакада был сооружён и через балку Сухая Мечётка.
В январе 1942 г. была принята в эксплуатацию первая очередь дороги с паромной ледокольной переправой через Волгу, чуть выше посёлка Спартановка.
29 декабря 1941 года по докладу начальника «строительства НКПС № 10» М. Л. Бондаренко на бюро Сталинградского обкома ВКП(б) было принято решение о строительстве второй очереди железнодорожной линии Сталинград — Владимировка, на Верхний Баскунчак. Эта работа продолжалась до июня 1942 года включительно, не останавливаясь даже во время жесточайших боёв за Сталинград.

## Паромная переправа
Переправу обслуживали мощные самоходные паромы флотилии Рязанско-Уральской железной дороги «Переправа Вторая» и «Иосиф Сталин» с приданным ледоколом «Саратовский» и баркасом «Рутка». Штат переправы составил 376 человек.
Паромы и ледокол в среднем расходовали в сутки до 4,8 тонны мазута, что на 4,5 месяца зимы составило 243 тонны. Паромы имели вместимость в 32 вагона каждый в двухосном исчислении. Общее время подачи вагонов с погрузочно-выгрузочной операцией, включая переход через Волгу, составляло 83 минуты.
Переправа ежесуточно перевозила в Заволжье до 600 вагонов с эвакуационными грузами и машинами, ранеными и эвакуированным гражданским населением. Из Сталинграда были эвакуированы 600 паровозов и 26 тысяч вагонов с заводским оборудованием, ранеными и беженцами — около 400 тысяч человек, в том числе были эвакуированы на Урал 25 тысяч рабочих Сталинградского тракторного завода с семьями. Также была организована отправка в глубокий тыл раненых солдат и офицеров, медицинского и обслуживающего персонала сталинградских госпиталей, их оборудования. За июль и первую половину августа только из одной Сталинградской области было вывезено около 30 тысяч вагонов хлеба.
С зимы 1941/42 гг. по 23 августа 1942 года по переправе проследовало в обоих направлениях 53 тысячи вагонов. Немцы постоянно бомбили её, только в июле — августе 1942 года совершив на неё 150 авианалётов. Однако паромы продолжали работать даже тогда, когда к Волге прорвались немецкие танки.

## Значение дороги
Железная дорога Сталинград — Владимировка являлась основной артерией доставки живой силы, техники и боеприпасов к Сталинграду в 1942—1943 годах и сыграла огромную роль в победе Красной армии в Сталинградской битве.